# 上小町
上小町（かみこちょう）は、埼玉県さいたま市大宮区の町名。現行行政地名は上小町のみ。丁番を持たない単独町名である。大字上小村田が地名変更の際、上小町となった。住居表示未実施地区。郵便番号は330-0855。

## 地理
埼玉県さいたま市大宮区南部のほぼ平坦な大宮台地上に位置する。地区の東側を桜木町、南側を中央区本町東や同円阿弥、西側を三橋北側を櫛引町と隣接する。地内は市街化区域（主に第一種住居地域）で大宮駅西口から近く、主に住宅地となっている。以前は三橋中央通りは狭隘な道路をバスが行き交い交通渋滞を招いていたが、2010年代に大宮駅から新大宮バイパスまで4車線に拡幅され、歩道が整備された。両側の住居も建て替えられ、新しい街並みが形成されている。

### 読み方
上小町はもともとは「かみこまち」と呼ばれており、古くからのさいたま市（大宮市や浦和市）近隣の人は、今でもそのように呼び、また平仮名やローマ字で手紙や書類を書いている。大宮上小町郵便局（かみこまちゆうびんきょく）、上小町整形外科内科（かみこまちせいけいげかないか）など、固有名詞として「かみこまち」と称している施設も少なくない。
しかし、1996年（平成8年）の旧大宮市条例で湯桶読みの「かみこちょう」へ町名の呼び名が変わった。前後して、旧浦和市岸町（きしまち）も同様に「きしちょう」と町名の呼び名が変わった。これは住民の意向は聞かずに変更されたものである（『上小町自治会だより』第110号、第111号参照。）。

### 地価
住宅地の地価は、2015年（平成27年）1月1日に公表された公示地価によれば、上小町357番2の地点で27万2000円/m2となっている。

## 歴史
上小町は町村制以前、江戸期は武蔵国足立郡与野領に属する上小村田村であった。たびたび水旱に見舞われる水利に不便な地であった。村高は『元禄郷帳』では109石余、『天保郷帳』では144石余で以降は変化なしであった。助郷は中山道大宮宿に出役していた。化政期の戸数は44軒で、村の規模は東西4町、南北15町余であった。
- 正保から元禄年間に並木村（現・三橋一丁目・二丁目）から分村したという[11]。知行は旗本山田氏[6]。なお、検地時期は不詳。
- 1828年（文政11年）より大宮宿寄場55か村組合に所属[6]。
- 幕末の時点では足立郡に属し、明治初年の『旧高旧領取調帳』の記載によると、山田重大夫の知行[12]。
- 1869年（明治2年）12月2日 - この日までに旗本領が上知され、浦和県の管轄となる（府藩県三治制も参照）。
- 1871年（明治4年）11月13日 - 第1次府県統合により埼玉県の管轄となる。
- 1879年（明治12年）3月17日 - 郡区町村編制法により成立した北足立郡に属す。郡役所は浦和宿に設置。
- 1889年（明治22年）4月1日 - 町村制施行に伴い、上小村田村は並木村・中小村田村・側ヶ谷戸村（側海斗村）・下内野村と合併し、並木村が成立[13]。並木村の大字上小村田となる。
- 1891年（明治24年）12月23日 - 並木村が村名を変更し三橋村となり[14]、三橋村の大字となる。
- 1906年（明治39年）4月16日 - 川越電気鉄道（後の西武大宮線）が開業し、地内に線路が敷設される。
- 1940年（昭和15年）11月3日 - 三橋村は大宮町・日進村・宮原村・大砂土村と合併し、大宮市となり[14]、大宮市の大字となる。また、一部が与野町に編入される[6]。
- 1955年（昭和30年）2月24日 - 地内に「ひばり幼稚園」が開園する[15]。
- 1958年（昭和33年）11月5日 - 町名地番変更が行われ、大字上小村田から上小町（かみこまち）が成立[16]。これにより大字上小村田は消滅。
- 1974年（昭和49年）3月30日 - 地内に「かみこ幼稚園」が開園する[15]。
- 1976年（昭和51年）2月28日 - 大宮市立三橋小学校の敷地内に開校した大宮市立上小小学校（現、さいたま市立上小小学校）が、地内に移転する[17]。
- 1996年（平成8年） - 旧大宮市条例により、住民の意向を確認することなく、「かみこまち」から「かみこちょう」へ呼称が変更される。
- 2001年（平成13年）5月1日 - 大宮市が浦和市・与野市と合併しさいたま市となり、同市の町名となる。
- 2003年（平成15年）4月1日 - さいたま市が政令指定都市に移行し、さいたま市大宮区の町名となる。
- 2016年（平成28年）8月 - 都市計画道路三橋中央通りの上小町地区の拡幅が行われる[18]。

### 上小村田村・大字上小村田に存在していた小字
- 天王下・境木・切敷・権現下[19]

## 世帯数と人口
2017年（平成29年）9月1日現在の世帯数と人口は以下の通りである。
| 町丁   | 世帯数    | 人口    |
| ------ | --------- | ------- |
| 上小町 | 4,722世帯 | 9,905人 |

## 小・中学校の学区
市立小・中学校に通う場合、学区（校区）は以下の通りとなる。
| 番地                    | 小学校                 | 中学校                 |
| ----------------------- | ---------------------- | ---------------------- |
| 1〜302番地 426〜462番地 | さいたま市立三橋小学校 | さいたま市立三橋中学校 |
| その他                  | さいたま市立上小小学校 | さいたま市立桜木中学校 |

## 交通
町域内に鉄道は敷設されていない。徒歩圏内には大宮駅がある。1941年（昭和16年）2月25日までは路面電車である西武大宮線が埼玉県道2号に通っていた（旧町域内への駅の設置はなし）。

### 道路
- 首都高速埼玉新都心線
- 埼玉県道2号さいたま春日部線
- 埼玉県道56号さいたまふじみ野所沢線
- 埼玉県道165号大谷本郷さいたま線
- 小村田通り
- さくら並木通り

## 施設
- さいたま市立上小小学校
- 埼玉県立いずみ高等学校（一部）
- かみこ幼稚園
- ひばり幼稚園
- 市立上小保育園
- 大宮上小町郵便局[7]
- 栃木銀行大宮支店
- 青木信用金庫大宮支店
- パーフェクト リバティー教団大宮教会
- 小村田氷川神社
- 切敷稲荷神社
- 小村田神社公園
- 上小公園
- 上小南公園
- 西南公園